# Beckley (Virginia Occidentale)
Beckley è una città degli Stati Uniti d'America, situata nella contea di Raleigh, nello Stato della Virginia Occidentale.